# Tom Bosmans
Pour les articles homonymes, voir Bosmans.
Tom Bosmans, né le 24 octobre 1994 à Anvers, est un coureur cycliste belge des années 2010.

## Biographie
Dans le peloton, Tom Bosmans se démarque en adoptant depuis 2015 une alimentation végétalienne et un mode de vie végan, basé sur le refus de toute exploitation animale. 
Il intègre l'effectif du club belge VL Technics-Abutriek en 2013. L'année suivante, il réalise ses premières performances dans les rangs espoirs, en classant entre autres deuxième d'une étape sur la Course de la Paix, troisième du championnat de Belgique du contre-la-montre espoirs ou encore cinquième du Mémorial Danny Jonckheere.
Son année 2015 est perturbé par une chute survenue le janvier, où il se fait percuté par un camion. Victime de multiples fractures, il revient peu à peu à la compétition, et s'impose en juillet lors de la première étape du Tour du Brabant flamand, devant le réputé spécialiste du cyclo-cross Sven Nys. Lors de la saison 2016, il remporte fin mai la cinquième et dernière étape du Tour de la Manche, et termine deuxième du classement général. À partir du mois d'août, il rejoint l'équipe continentale Verandas Willems en tant que stagiaire. 

## Palmarès sur route
- 2010
  - Champion de la province d'Anvers sur route débutants
- 2014
  - 3e du championnat de Belgique du contre-la-montre espoirs
- 2015
  - 1re étape du Tour du Brabant flamand
- 2016
  - 5e étape du Tour de la Manche
  - 2e du Tour de la Manche
  - 2e du championnat de Belgique du contre-la-montre par équipes
- 2021
  - 3e de Bruxelles-Zepperen

## Classements mondiaux
| Année           | 2014 | 2015 |
| --------------- | ---- | ---- |
| UCI Europe Tour | 941e | 825e |